# A Invenção do Brasil
A Invenção do Brasil é uma minissérie brasileira produzida e exibida pela TV Globo de 19 de abril a 21 de abril de 2000 em 3 capítulos.
Foi escrita por Jorge Furtado e Guel Arraes e dirigida por Guel Arraes.
Contou com as atuações de Selton Mello, Camila Pitanga, Deborah Secco, Luís Melo, Tonico Pereira, Diogo Vilela, Pedro Paulo Rangel e Débora Bloch nos papeis principais, além da narração de Marco Nanini.

## Enredo
Um novo mundo é descoberto pelos europeus, graças a grandes avanços técnicos na arte náutica e na elaboração de mapas. Esse contexto tem como protagonista: o jovem Diogo (Selton Mello), pintor que vive em Portugal, é contratado para ilustrar um mapa e, por ser enganado pela sedutora Isabelle (Débora Bloch), acaba sendo punido com a deportação na caravela comandada por Vasco de Athayde (Luís Melo).
Enquanto isso, a caravela onde Diogo está acaba naufragando. Por milagre, ele consegue chegar ao litoral brasileiro, onde ele conhece a bela índia Paraguaçu (Camila Pitanga) com quem logo inicia um romance temperado posteriormente pela inclusão de uma terceira pessoa: a índia Moema (Déborah Secco), irmã de Paraguaçu.

## Elenco
| Interprete         | Personagem                               |
| ------------------ | ---------------------------------------- |
| Selton Mello       | Caramuru (Diogo Álvares Corrêa)          |
| Camila Pitanga     | Catarina Paraguaçu                       |
| Deborah Secco      | Moema                                    |
| Débora Bloch       | Isabelle de Avezac (Marquesa de Sevigny) |
| Luís Melo          | Dom Vasco de Athayde                     |
| Pedro Paulo Rangel | Dom Jayme                                |
| Tonico Pereira     | Cacique                                  |
| Diogo Vilela       | Fulgêncio                                |

## Exibição
Foi reexibida na íntegra em março de 2005 pelo Multishow.

## Trilha Sonora
Capa: Selton Mello.
1. O Último Pôr-do-Sol - Lenine
2. On The Line - Fabulous Trobadors
3. I Ching Moutanin - Uakti
4. Exasperada - Carlos Malta
5. Miragem do Porto  - Lenine
6. Há Gente Aqui - Maria João & Mário Laginha
7. Di Menor - Guinga
8. Sanfonema - Toninho Ferragutti
9. Aguenta Seu Fulgêncio - Trio Madeira Brasil
10. Manguetown - Chico Science & Nação Zumbi
11. Lá & Lô - Lenine
12. Rap do Real - Pedro Luís & A Parede
13. Etnia Caduca - Lenine
14. Volte Para o Seu Lar - Arnaldo Antunes
15. Antropófago - Suba
16. Tubi Tupy - Lenine